# Chassanja
Chassanja (russisch Хасанья) ist ein Dorf (selo) in der Republik Kabardino-Balkarien in Russland mit 10.829 Einwohnern (Stand 14. Oktober 2010).

## Geographie
Der Ort liegt am Nordrand des Großen Kaukasus, etwa 7 km Luftlinie südsüdwestlich des Zentrums der Republikhauptstadt Naltschik, faktisch unmittelbar an deren südliche Randbezirke anschließend. Er befindet sich am rechten Ufer des Flusses Naltschik, der über den Urwan zum rechten Baksan-Nebenfluss Tscherek abfließt. Südlich erhebt sich der Berg Isdara auf 1326 m.
Chassanja gehört als größtes von vier Dörfern (neben Kensche, Belaja Retschka und Adijuch) zum Stadtkreis Naltschik.

## Geschichte
Das Gründungsjahr des Ortes ist unbekannt. Er wird vermutlich seit Mitte des 15. Jahrhunderts überwiegend von Balkaren bewohnt und gehörte zu den am weitesten am Gebirgsrand liegenden balkarischen Dörfern.
Ab den 1920er-Jahren gehörte der Ort zum Naltschikski rajon, ab dessen Gründung 1938 zum neu geschaffenen Chulamo-Besengijski rajon, bis zur Deportation der balkarischen Bevölkerung des Gebietes und daraus folgenden Auflösung des Rajons im April 1944. Danach stand der Ort bis zur Bildung des Stadtkreises Naltschik 2005 unter Verwaltung des Stadtsowjets Naltschik, während dessen Existenz von 1975 bis 1990 unter Verwaltung des Naltschiker Stadtrajons Leninski. Von 1970 bis 1995 besaß Chassanja den Status einer Siedlung städtischen Typs.

### Bevölkerungsentwicklung
| Jahr | Einwohner |
| ---- | --------- |
| 1970 | 5.298     |
| 1979 | 5.791     |
| 1989 | 6.523     |
| 2002 | 10.190    |
| 2010 | 10.829    |

Anmerkung: Volkszählungsdaten

## Verkehr
Das Dorf liegt an der Regionalstraße, die Naltschik über einen etwa 850 m hohen Pass mit der etwa 12 km südöstlich von Chassanja im Tal des Tscherek verlaufenden föderalen Fernstraße A154 unterhalb des Rajonzentrums Kaschchatau verbindet.
Die nächstgelegene Bahnstation befindet sich in Naltschik, mit dem Stadtbus- und Sammeltaxiverbindung besteht.